# Rasmus Sivertsön Aarflot
Rasmus Sivertsön Aarflot, bror till Berthe Canutte Aarflot, född 1792, död 1845, lensmand i Volden sedan 1816, drev tryckeriet vidare efter sin fader Sivert Knudsen Aarflot och utgav flera tidningar samt var stortingsman 1824–28, 1833 och 1839. Han var far till Mauritz Andreas Rasmussen Aarflot.